# Turki bin Mohammed bin Nasser Al Sa'ud
Turkī bin Moḥammed bin Nāṣer Āl Saʿūd (in arabo تركي بن محمد بن ناصر بن عبد العزيز آل سعود‎?; Arabia Saudita, 1º marzo 1969) è un principe e funzionario saudita, membro della famiglia reale Āl Saʿūd.

## Biografia
Il principe Turki è nato in Arabia Saudita il 1º marzo 1969 ed è figlio del principe Mohammed bin Nasser, già governatore della provincia di Jizan, e di Al Bandari bint Khalid bin Turki Al Sa'ud.
Dopo essersi laureato in stampa e media all'Università Re Sa'ud, nel 1997 ha conseguito un master in business administration presso l'Università di Santa Clara.
Ha iniziato la sua carriera come direttore degli affari internazionali presso il Ministero dell'industria e dell'energia elettrica che nel 2000 ha preso il nome di Ministero del commercio e dell'industria. Dal 2002 è direttore del Dipartimento di relazioni internazionali dello stesso dicastero. Questo ufficio sviluppa e consolida le relazioni bilaterali, identifica le opportunità economiche, scambia informazioni, è sede di mostre, migliora il clima per le attività economiche, contribuisce al superamento di tutti gli ostacoli alla cooperazione, favorisce la creazione di progetti nazionali ed esteri, individua le fonti di finanziamento e fornisce servizi di informazione alle imprese interessate a tali progetti, media le controversie commerciali che potrebbero sorgere tra le imprese e si concentra sui programmi di formazione e conoscenza e sul trasferimento tecnologico.
Ha visitato tutti i paesi del Consiglio di cooperazione del Golfo ed Egitto, Siria, Marocco, Libano, Tunisia, Giordania, Iran, Malaysia, India, Regno Unito, Francia, Stati Uniti, Messico, Italia, Spagna, Austria, Germania, Repubblica Ceca, Slovacchia, Grecia, Cipro e Svizzera.

## Hobby e interessi
È appassionato di poesia, storia, cultura, calcio ed equitazione.

## Vita personale
Il principe è sposato con Kholoud bint Khaled Al Sa'ud e ha quattro figli, due maschi e due femmine.